# 7134 Ikeuchisatoru
7134 Ikeuchisatoru eller 1993 UY är en asteroid i huvudbältet som upptäcktes den 24 oktober 1993 av den japanska astronomen Takao Kobayashi vid Ōizumi-observatoriet. Den är uppkallad efter Satoru Ikeuchi.
Asteroiden har en diameter på ungefär 6 kilometer.